# Sminthurus nigromaculatus
Sminthurus nigromaculatus är en urinsektsart som beskrevs av Tycho Fredrik Hugo Tullberg 1871. Sminthurus nigromaculatus ingår i släktet Sminthurus, och familjen Sminthuridae. Arten är reproducerande i Sverige.